# Образцов чифлик (квартал)
Образцов чифлик е квартал на Русе, отстоящ на около 12 километра югоизточно от основната част на града.
Отличава се с тясното си профилиране като база за провеждане на научни изследвания и обучение на нуждите на селското стопанство.
Имал е статут на населено място тип махала до присъединяването му към Русе на 24 януари 1961 г.